# Пилипів Олександр Данилович
Олександр Данилович Пилипів (16 листопада 1876 — †?) — старшина Дієвої армії УНР.

## Біографія
Закінчив 1-й кадетський корпус, артилерійське училище. Станом на 1 січня 1910 р. — капітан 1-го Кронштадтського фортечного артилерійського полку. Брав участь у Першій світовій війні. Останнє звання у російській армії — полковник.
У квітні 1919 р. — начальник парку гарматної бригади 2-ї козацько-стрілецької дивізії (Сірожупанників) Дієвої армії УНР.
16 травня 1919 р. потрапив у Луцьку до польського полону.
З 28 вересня 1919 р. — у розпорядженні штабу Дієвої армії УНР.
Подальша доля невідома.